# Elwro 440

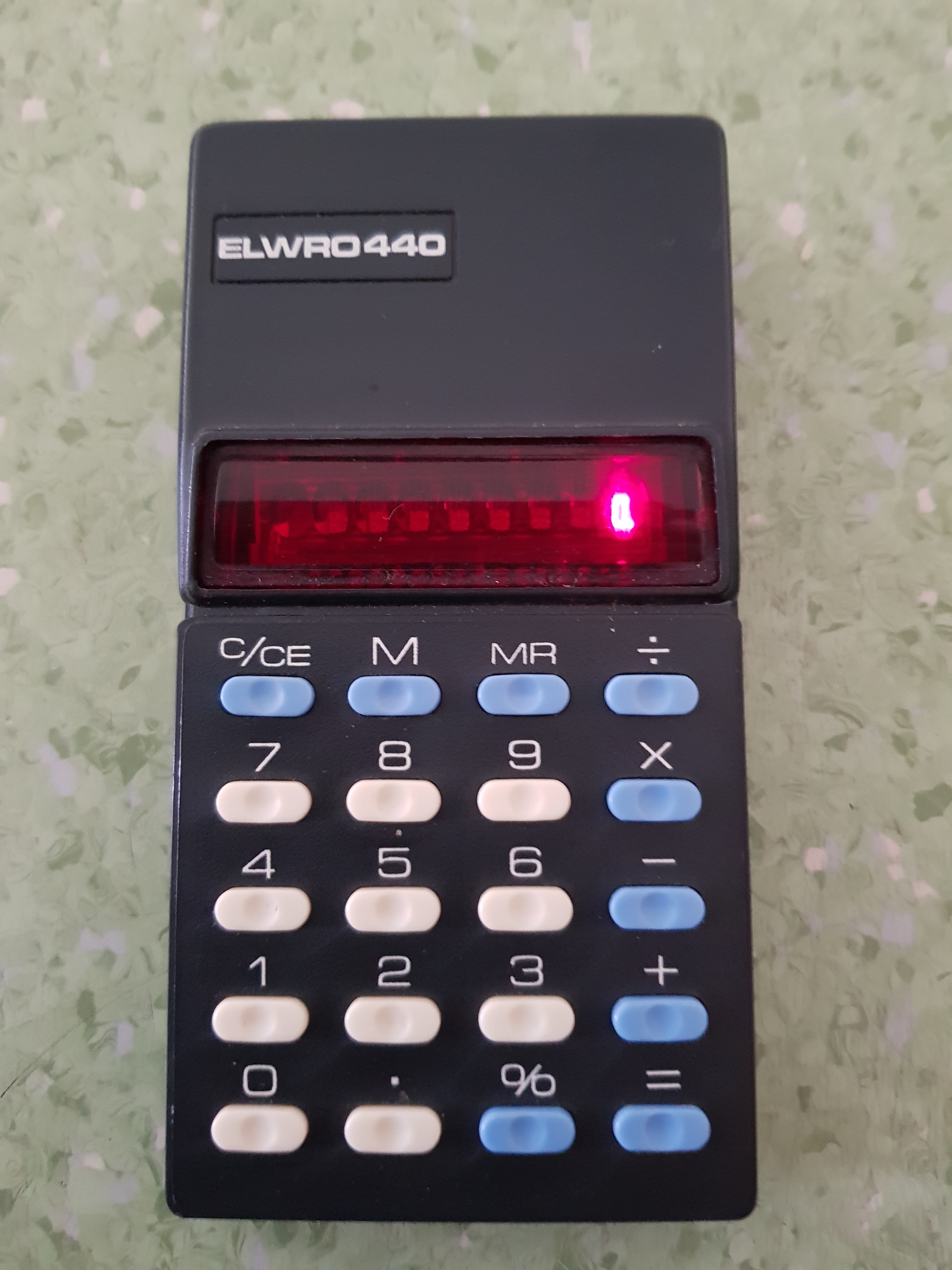
Uruchomiony kalkulator Elwro 440

Elwro 440 – prosty kalkulator produkowany przez Wrocławskie Zakłady Elektroniczne Mera-Elwro.
Funkcje: cztery podstawowe działania matematyczne, pamięć prosta (możliwe jedynie zapisywanie i odczyt liczby) i obliczanie procentów. Zasilanie – bateria 9 V: 6F22, 6LR61. Wyświetlacz LED – 8 cyfr znaczących. Wymiary obudowy 68×132×23 mm, masa 80 g bez baterii.
Prawdopodobnie był to prototyp nieco bardziej udanego kalkulatora Elwro 441 Bolek o nieco rozszerzonej funkcjonalności; w obu wykorzystano prawie identyczną obudowę (różniła się jedynie opisem klawiszy).